# (10828) Tomjones
(10828) Tomjones est un astéroïde de la ceinture principale.

## Description
(10828) Tomjones est un astéroïde de la ceinture principale. Il fut découvert le 8 octobre 1993 à Kitt Peak par le projet Spacewatch. Il présente une orbite caractérisée par un demi-grand axe de 2,20 UA, une excentricité de 0,23 et une inclinaison de 3,0° par rapport à l'écliptique.

## Compléments